# Więź (журнал)

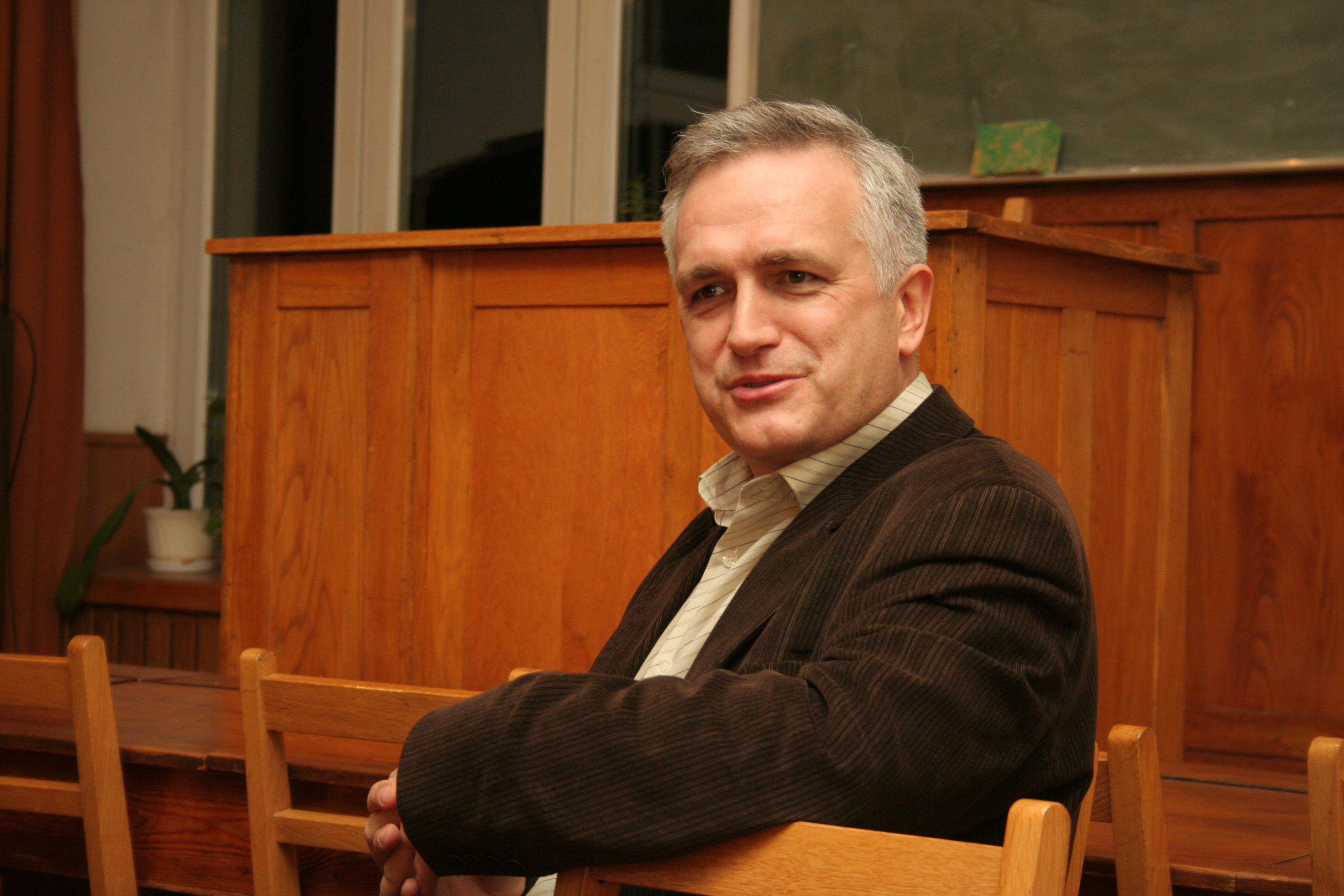
Современный главный редактор Збигнев Носовский

«Więź» (Вензь, Связь) — польский католический общественно-культурный журнал, основанный в Варшаве в 1958 году. С 2013 года выходит раз в квартал.
Журнал был основан в 1958 году группой светских католических журналистов, которые объявили целью издания обновление Католической церкви согласно решениям Второго Ватиканского собора и интеллектуальное возрождение польского общества. Первым главным редактором журнала до 1981 года был политик и публицист Тадеуш Мазовецкий. Редакционная коллегия первоначально сотрудничала с польской демократической оппозицией и позднее — с профсоюзом «Солидарность».
Во время военного положения с января 1981 года по март 1982 года издание журнала было запрещено.
До 2012 года журнал выходил один раз в месяц. С 2013 года стал выходить раз в квартал. Журнал выпускается одноимённым издательством.

## Главные редакторы
- Тадеуш Мазовецкий (1958—1981);
- Войцех Вечорек (1981—1989);
- Стефан Франкевич (1989—1995);
- Цезарий Гаврысь (1995—2001);
- Збигнев Носовский (с 2001 года).